# 雄成会
雄成会（ゆうせいかい）は、京都府京都市に本部を置いた暴力団で、指定暴力団神戸山口組の二次団体。旧称“地蔵組”。初代の地蔵吉一は国会でも取り上げられた「木屋町事件」の当事者として著名であった。嘗ては京都唯一の山口組直系組織として、会津小鉄会と友好関係を築いていた。

## 来歴
初代の「地蔵組」時代から京都の名門テキヤ組織として知られ、山口組系暴力団「小西一家」の傘下に加入し山口組系となった。小西一家の傘下にあって活動したのち、1984年6月、四代目山口組発足とともに直系組織（二次団体）に昇格。2007年に初代の地蔵吉一が引退、若頭の役にあった髙橋久雄が組織を継承した。その折に京都市内の本部事務所で催された髙橋の「二代目盃儀式」には、山口組顧問で章友会会長の石田章六をはじめ、山口組幹部で勝龍会会長の福島末博、ならびに倉心会会長の小篠鎮生ら山口組大阪北ブロックに所属する山口組直参らが出席した。2009年に組織改革とあわせて組織名を“雄成会”へ改称。2020年5月7日、神戸山口組幹部雄成会高橋久雄会長が、京都府警に組の解散と自身の引退届を提出。5月8日(金)京都府警が、雄成会の解散届を受理。

## 歴代組長

### 初代：地蔵吉一
1927年10月21日生。竹中四代目体制の発足に伴う形で1984年6月に初代小西一家から昇格し直参となり、79歳当時の2007年に引退、若頭の役にあった高橋久雄に跡目を譲った。

### 二代目：髙橋久雄
1961年生。地蔵吉一率いる初代地蔵組で若頭の役を担い、地蔵の引退を受けて2007年に組織を継承。2009年には山口組総本部の「当番責任者」に任命されている。